# Клоога (озеро)
Кло́ога (устар. Лодензе, Клоога ервъ; эст. Klooga järv) — продолговатое озеро возле посёлка Клоога в уезде Харьюмаа Эстонии. 
Площадь водной поверхности озера составляет 131,4 га, площадь островов — 0,3 га. Наибольшая глубина — 3,6 м, средняя — 1,9 м. Высота над уровнем моря — 11 м.
В озеро впадают канавы и источники, сток осуществляется через протоку Клоогаярве в реку Вазалемма. Озеро образовалось отделением части акватории Литоринового моря благодаря трансгрессии, со временем его площадь значительно уменьшилась.